# 望松街道
望松街道是中华人民共和国浙江省丽水市松阳县下辖的一个街道办事处。
2011年，浙江省人民政府批复同意撤销西屏镇、望松乡建制，其行政区划连同叶村乡黄公渡村、寺岭下村改由松阳县政府直辖。
2011年12月，丽水市人民政府批复同意在松阳县政府直辖区域设立西屏、水南和望松3个街道办事处。望松街道办事处辖新望、新园2个社区和源口、六都、吴弄、山仁下、半岭、王村、仪桥、石门、乌丼、乌石下、西河、郑家、岗后、麻洋塔、山头背、砌坦、草塔、五都阳、翁村、榔阳20个村。

## 行政区划
望松街道下辖以下村级行政区划单位：
新望社区、新园社区、源口村、六都村、吴弄村、山仁下村、半岭村、王村、仪桥村、石门村、乌井村、乌石下村、西河村、郑家村、岗后村、麻洋塔村、山头背村、砌坦村、草塔村、五都阳村、翁村和榔阳村。

## 中国传统村落
2013年8月，吴弄村获批第二批中国传统村落。